# Crimson
Crimson, uitgegeven in 1993, is het vijfde studioalbum van de Zweedse deathmetalband Edge of Sanity. Het album is opgenomen in Dan Swano’s Unisound studio. Dit conceptalbum bevat een enkele 40 minuten durende track. 

## Bezetting
Edge of Sanity
- Dan Swanö – zang, keyboards, gitaar
- Andreas Axelsson – gitaar
- Benny Larsson – drums
- Anders Lindberg – basgitaar
- Sami Nerberg – gitaar, zang

Andere muzikanten
- Anders Måreby − cello
- Mikael Åkerfeldt − gitaar, zang

## Tracks
1. Crimson  – 40:00
2. Murder. Divided. – 3:16 (Japanse Bonus Track)